# Eustrotia albifissa
Eustrotia albifissa är en fjärilsart som beskrevs av George Francis Hampson 1902. Eustrotia albifissa ingår i släktet Eustrotia och familjen nattflyn. Inga underarter finns listade i Catalogue of Life.